# 鬬緡
鬬缗（?—?），中国春秋时期楚国人，鬬氏。
楚武王攻克权国后，派鬬缗做长官，鬬缗据权地叛变楚国。楚国包围权地，杀掉鬬缗，改派阎敖治理权地。